# 反資本主義新党
反資本主義新党（はんしほんしゅぎしんとう、フランス語: Nouveau parti anticapitaliste, 略称: NPA）は、フランスの極左政党。最左派政党の中で最大勢力だった革命的共産主義者同盟（LCR）を主な母体として「反資本主義」を最大の一致点として社会党やフランス共産党、労働者の闘争などの諸党派から離脱したグループや個人、それまで非党派であった労働運動や市民運動の活動家を糾合する形で、2009年2月6日から開催された結成総会で正式に結成された。

## 設立
NPAは、トロツキスト政党だった革命的共産主義者同盟（LCR）の「新自由主義と闘わない社会党を乗り越える反新自由主義を明確に掲げた反資本主義を一致点とした新しい大衆的労働者政党を結成しよう」という呼びかけに応えた、社会党やフランス共産党、労働者の闘争などの諸党派から離脱したグループや個人、それまで非党派であった労働運動や市民運動の活動家を糾合する形で結成された。
2009年2月6日からパリ北部のサンドニで開催された結成総会では、9123人の党員で結成されたことが報告された。そのうち旧LCRメンバーは約3500人、党員の女性の比率が36％であることも併せて報告された。また、同総会では、新党名について五つの案が出され、最終的に「反資本主義新党（NPA）」と「革命的反資本主義党（PAR）」の決選投票となり、316対270票という結果によって反資本主義新党が正式党名となった。

## 組織
NPAは、党首を置かず集団指導体制として、各地域や産業別委員会（CPN）から選出された全国政治評議会によって運営される。旧来の共産党的な「分派・中央決定への異論を許さない一枚岩の民主集中制」という組織論は、「スターリニズム的で非民主的な組織運営」として退け、組織内の分派形成や組織決定を否定あるいは保留の権利を認める「複数主義的組織運営」を目指す、としている。
2002年と2007年の大統領選挙に出馬していずれも4％台の得票を獲得したオリヴィエ・ブザンスノは、CPNの一員であり、「メイン・スポークスパーソン」という立場となる。
また、旧LCRがフランス支部として所属してきたトロツキストの国際組織である第四インターナショナルには、NPA全体としては加盟せず、NPA内部で第四インター支持グループを形成する、としている。そして、NPAの綱領的文書である結成原則では「NPAは新しいインターナショナルの結成の展望のもとに世界の他の反資本主義的勢力や革命的勢力との政治的対話と協力を開始する」としている。
オリビエ・ブザンスノは、2011年3月末に行われたフランスの県議会議員選挙後にメイン・スポークスパーソンの職を退き、ミリアム・マルタンとクリスティン・プーパンの二人が後任となった。また、5月初頭には2012年フランス大統領選挙には立候補しないことを発表した。

## 理念
NPAの基本理念は、反資本主義、反新自由主義、アルテルモンディアリザシオン、国際主義、反人種差別主義、エコロジー、フェミニズム、差別のあらゆる形態に反対を掲げた21世紀の社会主義であるとする。旧LCRが信奉したトロツキズムと旧LCRのそれまでの路線は正式に放棄されるとしている。また、このNPAを選挙闘争に積極的に関わりつつも「議会政党」ではなく「大衆運動の党」であると自己規定する。また、ロシア革命への言及はない。
当面の方針として、ニコラ・サルコジ政権による公共サービスの破壊に反対し、労働者の雇用の防衛、またアフガニスタンからのフランス軍派遣部隊の撤退、イスラエルによるパレスチナ軍事占領反対などを掲げている。
トロツキーの掲げた過渡的綱領は採らず、最小限綱領・最大限綱領の立場に立っている。したがってプロレタリア革命は実質的に放棄されているとみなすことができる。

## 党結成後の動き
NPA結成直後の2009年6月に実施された欧州議会選挙において、7人の候補者を擁立した。フランス共産党と社会党から離脱した左派グループが結成した左翼党の選挙共闘ブロックである左翼戦線の共闘の申し入れに対して、NPA多数派は新自由主義の考え方についてなどの不一致を理由に共闘を拒否した。しかし、2007年大統領選挙時にLCR内でジョゼ・ボヴェを推したクリスチャン・ピケが率いる少数派グループはユニテリアン左翼（Gauche unitaire）を結成して、左翼戦線に参加して、NPAとしては「分裂選挙」となった。投票の結果、NPAは全体の4.98％を獲得したが、議席阻止条項の有効得票率5％を超えることができなかったため議席獲得には及ばなかった。選挙後、NPAは「われわれは全国政治勢力として確認された」とする宣言を発表した。
2010年3月に行われた地域圏議会選挙では21地域圏（うち3地域圏では左翼戦線と同盟を結んだ）で候補者を擁立したが、欧州議会選挙で得た得票を下回る得票率3.4％に留まり、阻止条項の5％を超えることはできなかった。しかし左翼戦線との共同リストで望んだリムーザン地域圏ではNPAの当選者2名を出すことができた。
2011年6月、翌2012年4月に第1回投票が行われるフランス大統領選挙にフィリップ・プトー（Philippe Poutou）を擁立することを決定した。党内では大統領選挙への対応をめぐって、NPA独自で候補者を擁立すべきとするグループと左翼戦線との対話継続を主張するグループとの間で意見が分かれたが、全国協議会の代議員投票で独自候補擁立派の動議がかろうじて可決（50.4％）され、フィリップ・プトーが大統領候補に指名された。プトー候補が、前回選挙の候補者で知名度が高かったブザンスノと違い殆ど無名であったことや、左翼支持票が左翼戦線から立候補したジャン＝リュック・メランション（左翼党党首）に流れたことも影響して、第1回投票では1.15％の得票を得るに留まった。